# ゴフィン (小惑星)
ゴフィン(1722 Goffin)は、小惑星帯の中央付近にある岩石質の小惑星である。直径は、約10.3 kmである。
1938年2月23日にベルギーの天文学者ウジェーヌ・デルポルトがユックルにあるベルギー王立天文台で発見した。後に、ジャン・メーウスの提案で、ベルギーのアマチュア天文学者エドウィン・ゴフィンに因んで命名した。

## 軌道と分類
ゴフィンは、太陽から2.4-2.6天文単位の軌道を3年12カ月（1,456日）かけて公転している。軌道離心率は0.05、黄道に対する軌道傾斜角は5°である。観測弧は、公式な発見に6日間遡る。

## 物理的性質
最も一般的なスペクトル型の1つであるS型小惑星と推定されている。

### 光度曲線
ゴフィンの最初の光度曲線は、1984年10月にテキサス大学オースティン校で、アメリカ合衆国のアマチュア天文学者リチャード・ベンゼルが得た。これにより、自転周期31時間で光度が0.63等級変化する結果が得られた。一方、チェコのオンドジェヨフ天文台の天文学者ペトル・プラヴェツとw:Adrián Galádは、ビンゼルの測光観測の結果を用いて、自転周期28.8時間、光度変化0.6等級という結果を得た。

### 直径とアルベド
アメリカ航空宇宙局の広視野赤外線探査機(WISE)及びその後継のNEOWISEミッションによる観測によると、ゴフィンの直径は10.29km、表面のアルベドは0.224であり、暫定的に公表されていた10.446 kmという値に取って代わった。Collaborative Asteroid Lightcurve Link(CALL)は、2012年にプラヴェツが改定したWISEのデータを採用し、アルベドを0.2175、直径を10.442 kmとした。

## 命名
小惑星の軌道に関する素晴らしい計算をしたベルギーのアマチュア天文学者エドウィン・ゴフィン（1950年-）の名前に因んで命名され、仮符号もイニシャルに因んで1938 EGとされた。命名の公式な引用は、小惑星センターから1982年4月8日に公表された(M.P.C. 6832)。